# Vincent Gigante
Vincent Gigante, detto The Chin (New York, 29 marzo 1928 – Springfield, 19 dicembre 2005), è stato un mafioso statunitense, di origine italiana, membro di spicco della famiglia Genovese di New York.
Finite le scuole Gigante ha iniziato a lavorare come boxeur professionista, combattendo un totale di 25 incontri tra il 1944 ed il 1947; in seguito ad infortuni fisici Gigante termina precocemente la sua carriera di pugile ed entra nella famiglia mafiosa di Lucky Luciano. Gigante è il quinto di cinque fratelli: Mario, Pasquale, Ralph e Luigi, tutti, ad eccezione di quest'ultimo, arruolati come uomini della famiglia Genovese. Assurto al ruolo di autista personale di Vito Genovese, gli verrà affidato il compito di uccidere Frank Costello, che però fallisce. Dopo aver scontato una condanna per traffico d'eroina, durante la quale divide la cella con l'ex capo Vito Genovese, Gigante diventa caporegime della stessa famiglia Genovese, gestendo il proprio gruppo di mafiosi nella zona del Greenwich Village.
Grazie ai suoi metodi il potere di Vincent Gigante cresce velocemente tra il 1960 ed il 1970, fino a raggiungere il livello di Capofamiglia nel 1981, servendosi di Anthony "Fat Tony" Salerno come frontman per almeno il primo quinquennio degli anni ottanta. In seguito sarà lui ad ordinare l'omicidio, fallito, di John Gotti boss della Famiglia Gambino. A seguito dell'arresto di John Gotti e di altri membri di spicco dei Gambino, Gigante viene riconosciuto ufficialmente quale Boss del crimine più pericoloso degli Stati Uniti.
Per oltre un trentennio Vincent Gigante si finse infermo mentale, onde evitare l'arresto da parte delle forze dell'ordine. Soprannominato "L'enigma in accappatoio" e "Oddfather" (gioco di parole inglese tra Godfather, ovvero padrino, e Odd, ovvero svitato), Gigante era solito vagare per il Greenwich Village in vestaglia, pigiama e ciabatte, mormorando frasi incoerenti. Nel 1990 è stato condannato per racket ai danni dello stato federale, ma fu giudicato mentalmente incapace di sostenere un processo; tuttavia nel 1997 fu ancora una volta condannato per racket, ma questa volta processato e condannato a 12 anni di carcere. Di fronte alle nuove accuse del 2003, Gigante si dichiarerà colpevole e finalmente ammetterà che la tattica dell'infermità mentale fu soltanto un escamotage per evitare i vari processi. Vincent Gigante morirà, in regime di detenzione, nel 2005 presso lo "United States Medical Center for Federal Prisoners".

## Biografia
Gigante nacque nel Lower East Side di Manhattan da Salvatore Esposito Gigante (1900-1979), incisore di gioielli, e Yolanda Santasilia in Gigante (1902-1997) di professione sarta, tutt'e due immigrati italiani dalla città di Napoli che non impareranno mai l'inglese. La famiglia “allargata” dei Gigante emigrò dall'Italia andando a stabilirsi tra New York, Westchester County e più in generale Connecticut e Massachusetts.
Fu da sempre soprannominato “The Chin”, il mento, non tanto per una particolare caratteristica fisica, quanto per la pronuncia italiana della madre del nome del figlio (Vin-chen-zo).
Gigante aveva quattro fratelli, tre dei quali, Mario, Pasquale e Ralph, che lo seguirono nella attività criminali della famiglia Genovese; quarto fratello fu Luigi che prese i voti e divenne prete cattolico nella chiesa di S.Atanasio nel South Bronx nonché consigliere comunale.
Vincent si diplomò presso la Public School 3, nel West Village, Manhattan, e frequentò per qualche tempo l'alta scuola tessile. A sedici anni abbandonò definitivamente l'istruzione per affrontare una nuova carriera da pugile professionista
Già da quegli anni Gigante fu notato dalla famiglia Genovese, dove poi entrerà in pianta stabile; basti pensare che tra i 17 ed i 25 anni fu arrestato sette volte con accuse di ricettazione, possesso di armi da fuoco senza licenza, scommesse e gioco d'azzardo illegale. La maggior parte delle condanne furono derubricate, scontò quindi solo una condanna a sessanta giorni per gioco d'azzardo illegale, periodo in cui lavorò come sarto.
Il fratello, Luigi, ha sempre sostenuto che Vincent avesse un quoziente intellettivo QI di 69; anche sua madre Yolanda, una volta interrogata sull'argomento, e fattole notare che suo figlio era da considerarsi il leader della famiglia Genovese, ha dichiarato “Vincenzo? Lui è solo il capo del gabinetto!”. Anche lo psichiatra della famiglia Gigante ha affermato, sotto dichiarazione giurata, che Vincent “soffre di allucinazioni e deliri di persecuzione uditivi e visivi”.

### Carriera pugilistica
Vincent Gigante fu una meteora nel mondo professionistico del pugilato, conosciuto come “The Chin” Gigante. Ha combattuto un totale di 25 incontri, con un record di 21 vinti (di cui uno per KO) e 4 persi (di cui uno per KO) e zero pareggi, per un totale di 121 round.
Memorabile rimane il match del 19 febbraio 1945 dove, al Madison Square Garden, ha battuto Pete Petrello per KO al secondo round. Per tutto il tempo ha combattuto nella categoria dei pesi medio-massimi. Primo incontro ufficiale fu contro Vic Chambers, il 18 luglio 1944 ad Union City, New Jersey, che però perse. La rivincita di tale incontro fu vinta da Gigante il 6 ottobre 1944, presso il St. Nicholas Arena. Ci fu addirittura un terzo incontro, sempre al glorioso Madison Square Garden, il 29 giugno 1945, che sancì l'ulteriore, e definitiva, vittoria di Gigante. Sempre al Garden combatté contro Lutero McMillen, 8 marzo 1946, vincendo, e contro Andy “Buster” Peppe, 19 luglio 1946, incontro che però perse.
Il suo ultimo incontro Gigante lo combatté il 17 maggio 1947 contro Jimmy Slade, presso il Ridgewood Grove, Brooklyn, New York, perdendolo. Durante il match subì un brutto taglio sopra l'occhio destro, causando la preventiva sospensione della gara da parte dell'arbitro, e l'assegnazione del match a Slade. Quella fu la prima e l'ultima volta che Gigante fu battuto per KO. Slade era un top contender e la lotta, fino a quel momento, fu molto dura.
Ebbe come manager Thomas Eboli, si allenò come sparring partner di Attilio “Rocky” Castellani e inizierà, da quel momento, la propria vita malavitosa nella famiglia Genovese agli ordini di Dominick Cirillo.

### Carriera criminale
Gigante guadagnò le proprie credenziali di mafia nel 1950. Inizialmente entrò nella banda del Greenwich Village, gruppo di mafiosi che controllava l'omonima zona, diretto da Vito Genovese prima e Anthony Strollo poi. Gigante fu da subito un protetto di Genovese, di cui diventerà anche autista personale.

#### Attentato a Frank Costello

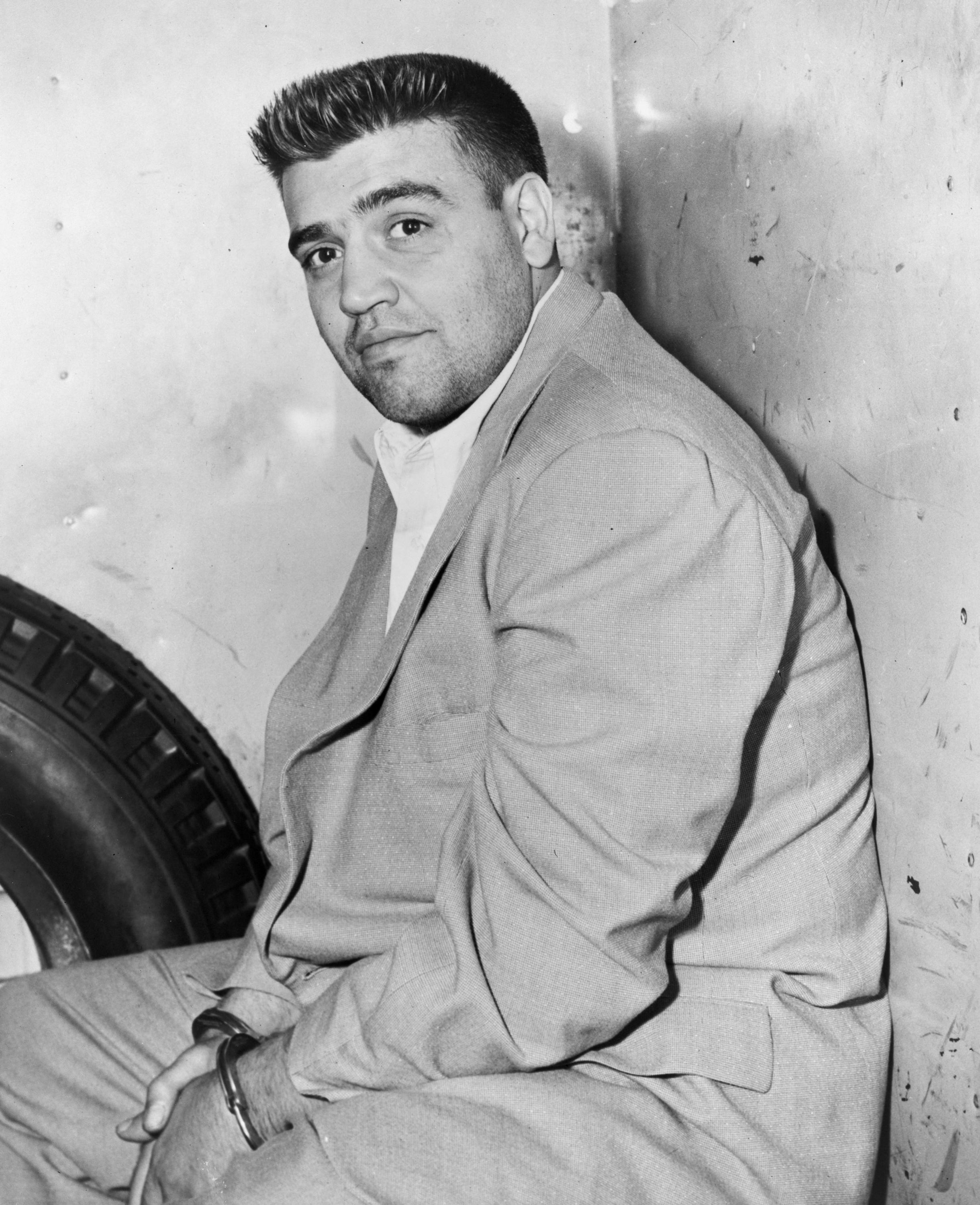
Vincent Gigante in aula durante il processo che lo vedeva sul banco degli imputati per il tentato omicidio del boss Frank Costello

Il 2 maggio 1957 Vito Genovese diede ordine a Gigante di uccidere Frank Costello, amico fraterno di Lucky Luciano e Meyer Lansky, nonché una delle figure di spicco della malavita Newyorkese, boss reggente della famiglia mafiosa.
Gigante organizzò l'attentato al 115 Central Park West, dove Costello aveva un appartamento presso il The Majestic, all'angolo della 72th strada a Manhattan. Sparò con una pistola calibro 38 mirando alla testa del boss, che cadde, e, credendo di aver portato a termine il lavoro, si dette alla fuga a bordo di una Cadillac nera. In verità Gigante commise l'errore di chiamare Costello prima di sparare e questi, girandosi, venne colpito di striscio e non alla tempia come previsto; infatti venne portato in ospedale e dimesso di li a poco con una vistosa fasciatura. Al processo Costello si rifiutò di identificare l'attentatore, cosa che non fece invece il portiere dello stabile del 115 Central Park West. Tuttavia, l'efficiente team difensivo di Gigante contestò e smontò la credibilità del portiere ottenendo di fatto il proscioglimento, nel 1958, di Gigante dall'accusa di tentato omicidio.

#### Caporegime
Nel 1959 Gigante venne condannato, insieme a Vito Genovese, a sette anni di carcere per traffico di eroina. La morbida condanna fu dovuta al fatto che il giudice istruttore fu sommerso di lettere dei residenti del Greenwich Village e Little Italy; esse testimoniavano il buon carattere di Gigante e il lavoro che aveva fatto in favore dei minori del quartiere. In seguito sarà rilasciato dopo appena cinque anni. Dopo il suo scarceramento Gigante fu nominato caporegime della zona del Greenwich Village. I punti d'incontro con la banda erano molteplici: il principale era il Triangle Social Club al 208 di Sullivan Street, ma sono avvenuti incontri anche al Dante Social Club all'81 di McDonald Street ed al Panel Social Club al 28 di Thompson Street. Taluni meeting con gangster sono addirittura avvenuti a casa di sua madre. Durante il mandato Gigante si è occupato dalle scommesse allo strozzinaggio, dal racket degli appalti edili a quello del trasporto urbano della città di New York.
La sua banda divenne potente al punto tale da controllare gran parte della criminalità organizzata del downtown di Manhattan, questo consentì a Gigante di diventare uno dei più potenti caporegime di New York per tutti gli anni settanta, fino alla consecutiva nomina a capofamiglia nel 1981. Inglobò nel giro dei propri interessi il controllo del sindacato dei lavoratori, il gioco d'azzardo, lo strozzinaggio, i sequestri e le estorsioni. Attraverso il fratello Mario, divenuto a sua volta caporegime, continuò a mantenere una forte influenza nelle zone del Bronx, nel Yonkers e nell'Upper Westchester.
Tra gli uomini di fiducia più stretti di Gigante si ricordano, oltre al fratello Mario, i figli Andrew Gigante e Vincenzo Esposito, Dominick Alongi, Venero Mangano, Frank Condominio, Dominick Di Quarto, Thomas D'Antonio, Frank Caggiano, Luigi Manna, Giuseppe Della Croce, Dominick Canterino, Dominick Cirillo, Giuseppe Denti, e Giuseppe Sarcinella.
Nel 1969 Gigante venne accusato, nel New Jersey, di cospirazione; gli fu contestato di corrompere cinque membri di rilievo della polizia cittadina, che avrebbero dovuto avvisarlo qualora sorgessero operazioni di sorveglianza, nei suoi confronti, da parte delle forze dell'ordine. L'accusa fu derubricata in seguito alla presentazione da parte degli avvocati della difesa, di relazioni psichiatriche che provavano l'incapacità mentale del Gigante a sostenere un processo.

#### Capofamiglia Genovese
Vincent Gigante fu un protetto di Vito Genovese e di Philip Lombardo. Quando nel 1981 quest'ultimo si ritirò dalla criminalità, a causa di problemi di salute, sostenne la candidatura di Gigante quale suo successore. Come capofamiglia, Gigante strinse da subito la presa sulle attività più redditizie di New York, tra cui la costruzione del New York Coliseum, del Jacob K. Javits Center, sul racket del lavoro, il business del cartongesso, il Fulton Fish Market, il traffico di droga, l'industria di smaltimento dei rifiuti ed il gioco d'azzardo. Gigante controllava anche l'unione locale dei demolitori; in relazione a questo i funzionari dell'unione quali il presidente Joseph Sherman, il Business Manager Stephen McNair ed il segretario-tesoriere John Roshteki, furono condannati per racket del lavoro in relazione al processo per estorsione ai danni della Schiavone-Chase Corporation.
Fu proclamato ufficialmente Anthony “Fat Tony” Salerno a capo della famiglia Genovese. Dalla morte di Vito Genovese, nel 1969, la famiglia aveva nominato una serie di capifamiglia fantoccio, con lo scopo di ingannare le forze dell'ordine e proteggere il vero boss; tuttavia questo rimase un segreto di Pulcinella all'interno della mafia newyorkese, tant'è che Gigante era il vero capofamiglia, ed ogni volta che nuovi membri erano addotti nella mafia, Gigante veniva presentato quale boss. Nel 1986 Salerno fu condannato con l'accusa di omicidio e racket a 100 anni di carcere, insieme a tutti i boss delle altre cinque famiglie, in quello che sarà chiamato il Mafia Commission Trial. Tuttavia l'informatore dell'FBI Vincent Cafaro, membro attivo della famiglia Genovese, rivelò durante il processo che Salerno era soltanto un boss di facciata e che il vero capofamiglia era Gigante sin dal 1981. Per tutta risposta Vincent lasciò vacante il ruolo di boss fino a quando, nel 1992, aggiunse due nuove figure all'interno dell'organigramma della famiglia: il messaggero ed il boss di strada. Il ruolo di messaggero fu affidato a Dominick Cirillo, il cui compito era quello di passare messaggi del capofamiglia a tutta la rete e di servire da collegamento con le altre famiglie mafiose. L'incarico di boss di strada, o street boss, fu invece affidato a Liborio Bellomo; questi aveva la responsabilità di gestire il business giornaliero della famiglia. Questi due ruoli furono creati per isolare ulteriormente il boss dal resto della famiglia e quindi proteggerlo ulteriormente.
Gigante è sempre stato un tipo schivo, condizione che gli ha garantito di non essere mai intercettato telefonicamente dall'FBI o qualsiasi altra forza dell'ordine, e quindi di rimanere a piede libero per molto più tempo rispetto ai boss contemporanei. Aveva anche l'abitudine di non lasciare mai la sua casa disabitata perché sapeva che, nel caso in cui fosse successo, l'FBI sarebbe riuscita di nascosto a mettere delle microspie.
Gigante conduceva la famiglia con disciplina e rigore, differendo nettamente dagli altri capofamiglia e in particolare dal suo acerrimo rivale John Gotti, boss della famiglia Gambino. Gigante inoltre designò Venero Mangano quale suo luogotenente. Mantenendosi isolato dai livelli gerarchici inferiori poteva quindi non essere collegato ad alcun reato; i suoi ordini venivano sussurrati sottovoce per strada e non utilizzava mai il telefono. Inoltre lasciò trapelare l'ordine che chiunque avesse solamente pronunciato il suo nome sarebbe stato ucciso sul posto, se si fosse trattato di un membro della propria famiglia, o si sarebbe trovato ad affrontare delle pene molto severe, se fosse appartenuto a una delle altre famiglie. Era uso, qualora ci si volesse riferire a Gigante, nominarlo indicandosi il mento o facendo una “C” con il pollice e l'indice (“The Chin” il mento).
Pur essendo rimasto dietro le quinte, Gigante non esitò a usare la violenza per risolvere questioni: è stato lui difatti il mandante degli omicidi ai danni della famiglia mafiosa di Philadelphia, ordinando l'uccisione di Antonio Caponigro, Fred Salerno e Frank Sindone, rei di aver ordinato a loro volta l'omicidio non autorizzato del capofamiglia Angelo Bruno, e dei mafiosi Frank Narducci e Rocco Marinucci per l'omicidio non autorizzato di Filippo Testa, successore designato di Bruno. Gigante ha commissionato, nel corso degli anni, anche l'omicidio di membri della sua stessa famiglia, quali Gerald Pappa e molti altri. Gigante era solito anche lavorare con altre famiglie, tramite partner, tra cui Angelo J. Lapietra, detto “the Hook”, boss di Chicago fino alla sua morte nel 1999.
Dopo l'arresto di John Gotti e di numerosi esponenti della famiglia Gambino, Gigante fu riconosciuto come capo dei capi della cupola di New York, anche se tale posizione era stata abolita dopo l'uccisione di Salvatore Maranzano nel 1931.

#### Finta infermità mentale

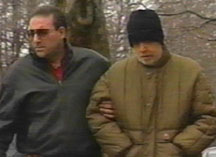
Foto di archivio dell'FBI. Vincent Gigante (a destra) accompagnato dal guardaspalle Dominick Canterino (a sinistra) nel Greenwich Village

Nel 1969 Gigante iniziò a fingere un'infermità mentale per sfuggire ai procedimenti penali. Tramite questo escamotage, e sostenuto da un certo numero di eminenti psichiatri i quali lo definirono giuridicamente pazzo, riuscì a sfuggire alle accuse di corruzione. La diagnosi era di schizofrenia, demenza, psicosi ed una serie di altri disturbi psichici. A sostegno di ciò testimoniarono anche la madre e la moglie. Lo stato federale si avvalse anche del sostegno di numerosi psichiatri quali Thomas Gutheil della Harvard University, Donald Klein della Columbia University, William Reid dell'Università del Texas, Wilford Van Gorp della Cornell University, Stanley Portnow della New York University e Abraham Halpern del New York Medical college, i quali però, dopo averlo visitato, asserirono che effettivamente Gigante non poteva andare a processo e nemmeno essere condannato.
Anche quando effettivamente non è sotto processo Gigante, sapendo l'FBI sulle sue tracce, si prepara un alibi. Quasi tutti i giorni si recava a casa di sua madre, al 225 di Sullivan Street, nel Greenwich Village, vestito in pigiama e vestaglia o con una giacca a vento e pantaloni logori, sempre era accompagnato da bodyguard. Passando per il Triangle Civic Improvement Association, squallido locale usato come quartier generale, teneva conversazioni sussurrate con i suoi collaboratori più fidati. Visitatori abituali del locale erano il caporegime Liborio Bellomo, John Ardito, Tino Fiumara, Ernest Muscarella e Daniel Leo. Successivamente all'incarcerazione di Gigante nel 1990, presso il penitenziario di La Tuna in Texas, saranno proprio questi gli uomini che porteranno avanti gli affari della famiglia Genovese, anche se tutte le decisioni importanti sarebbero comunque state prese da Gigante direttamente dalla propria cella.

#### Processo e condanna

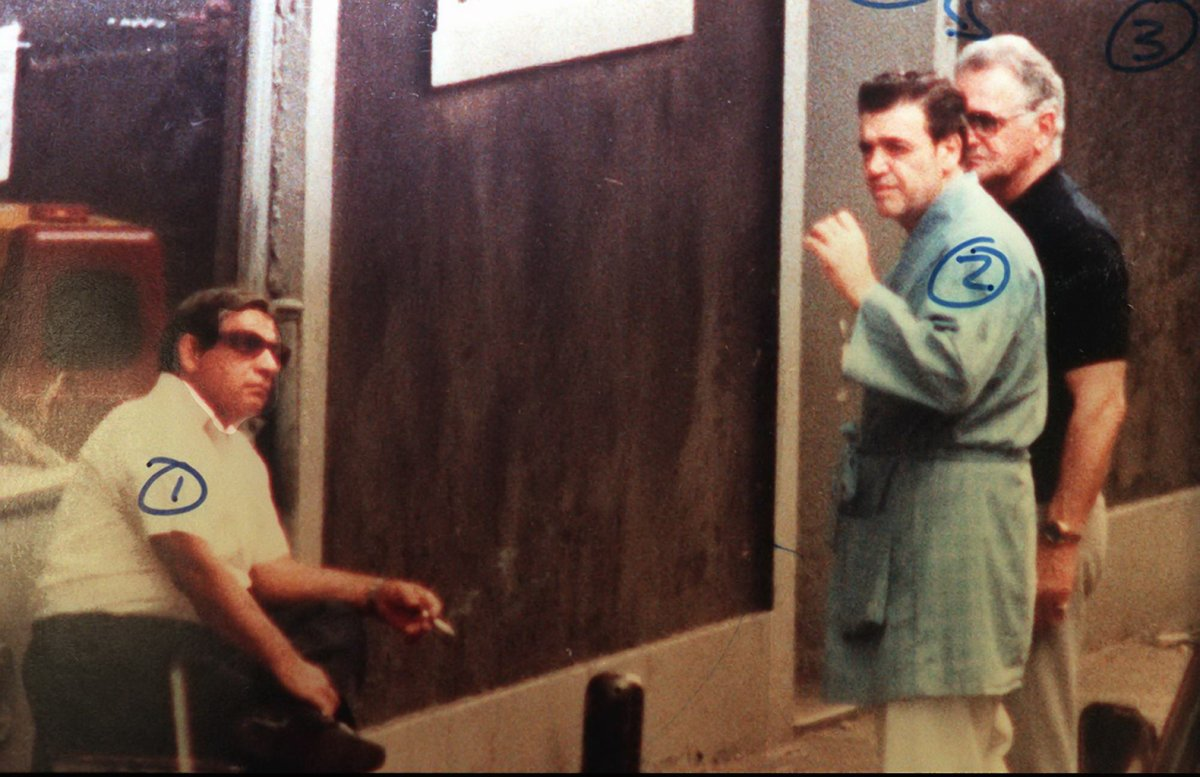
Vincent Gigante a colloquio nel Greenwich Village con la sua classica tenuta stravagante

Nel 1990 Vincent Gigante viene nuovamente arrestato e accusato di omicidio e racket; tuttavia fino al 1997 i giudici non riuscirono a portarlo in giudizio. Durante questo lasso temporale, gli avvocati di Gigante, produssero una considerevole quantità di testimoni che depositarono in favore del boss, definendolo malato ed incapace a sostenere un processo. Tutto il ritardo accumulato permise ai legali del capofamiglia di utilizzare il processo "windows racket" come anteprima del futuro caso “Governo degli Stati Uniti contro Gigante”; tuttavia non poterono tenere in considerazione il gran numero di personaggi di spicco e uomini d'onore, delle varie famiglie, che collaborarono con il governo sin dai primi anni Novanta.
Il primo collaboratore di rilievo fu Salvatore “Sammy the Bull” Gravano, boss in seconda della famiglia Gambino, che nel 1991 rivelò agli inquirenti di aver incontrato almeno due volte Gigante, e che questi era perfettamente lucido e chiaro nell'esprimersi. La testimonianza di Gravano fu confermata da altri due pentiti di alto profilo: uno era Alphonse “Al Piccolo” D’Arco, ex capo della famiglia Lucchese, e l'altro fu Phil Leonetti, ex boss in seconda della famiglia di Philadelphia. Tutti asserirono che la cupola mafiosa si sarebbe rifiutata di riconoscere Gigante come boss, se questi fosse stato realmente pazzo. Leonetti inoltre testimoniò che Gigante era il mandante delle uccisioni che avevano colpito la famiglia mafiosa di Philadelphia, nei primi anni Ottanta. Nel 1993, Anthony Casso, ex boss in seconda della famiglia Lucchese, riportò agli inquirenti che Gigante, nel 1986, aveva orchestrato un piano per uccidere John Gotti, capofamiglia dei Gambino, il suo secondo Frank DeCicco e il fratello Gene Gotti. I tre erano stati condannati a morte a seguito dell'omicidio, non autorizzato dalla cupola, di Paul Castellano, ex capo dei Gambino. Fatto macabramente ironico in quanto, nel 1957, Gigante stesso aveva attentato alla vita del proprio boss Frank Costello.
Nel giugno 1993, basandosi sulle numerose testimonianze dei pentiti, il pubblico ministero riuscì a sospendere l'interdizione di Gigante e quindi di portarlo a processo sia per il "racket delle finestre", sia per i numerosi omicidi commessi in quanto capo della famiglia Genovese. All'udienza sulla sanità mentale, nella primavera del 1996, i super testimoni Savino, Gravano, D'Arco e Leonetti ribadirono che il discorso della “follia” di Gigante era cosa conosciuta, architettata ad hoc per sfuggire alla legge. I procuratori federali di Brooklyn utilizzarono tali nuovi elementi per affossare le vecchie perizie psichiatriche, il giudice si schierò con l'accusa e Gigante poté andare a processo.
L'udienza, tenutasi infine nell'estate del 1997, si rivelò una doccia fredda. Il 25 luglio Gigante fu condannato per otto capi di accusa riguardanti racket e cospirazione. Nonostante i suoi legali abbiano lottato per oltre un trentennio per farlo riconoscere legalmente insano, la giuria lo condannò su tutto, inclusi gli omicidi, con una sentenza di ergastolo senza la possibilità di uscita anticipata. Nel dicembre del 1997, il giudice Leo Glasser, lo condannò definitivamente a dodici anni di reclusione. Durante la propria detenzione Gigante non perse mai la testa della famiglia Genovese: egli riusciva a diramare i propri ordini tramite il figlio Andrew, autorizzato ad incontrarlo in carcere.
Nel 2002 Gigante fu nuovamente incriminato per racket e ostruzione alla giustizia. I procuratori dimostrarono come riusciva a comandare i Genovese anche dalla cella; fu tirato dentro il figlio Andrew, fino ad arrivare a tutti i membri della famiglia, quali la madre, la moglie, l'amante, gran parte dei figli e il padre Luigi, rei di aver sostenuto così a lungo l'insanità mentale. Alla luce di queste nuove accuse, Gigante capitolò. Il 7 aprile 2003 il boss si dichiarò colpevole dei reati a lui ascritti, compreso quello di ostacolo alla giustizia. La confessione rientrava in un accordo più generale che Gigante imbastì con l'accusa, avendo come contropartita il quasi totale proscioglimento dei famigliari da ogni accusa. Andrew, che inizialmente avrebbe dovuto scontare una condanna a vent'anni di carcere, riuscì a strappare solo due anni di detenzione e il pagamento di una multa di due milioni di dollari.

#### Morte
Nel 2005 la salute di Gigante cominciò a peggiorare: inizialmente soffrì di respiro affannoso dato dalla mancanza di ossigeno e gonfiori nella parte inferiore del corpo, fino ad arrivare a veri e propri svenimenti. Gigante, che al tempo aveva 77 anni, venne trasferito dal Federal Correctional Institution di Fort Worth al centro ospedaliero detentivo di Springfield nel Missouri. Flora Edwards, avvocato di Gigante, nel novembre dello stesso anno citò in giudizio i funzionari del centro medico per costringerli a trasferire il proprio assistito in una struttura di lunga degenza; il trasferimento avvenne ma ai primi di dicembre Gigante fu nuovamente condotto a Springfield dove morì il giorno 19.
Il giorno 23 dicembre 2005, dopo la funzione religiosa nella chiesa di Sant'Antonio da Padova nel Greenwich Village, il corpo di Gigante è stato cremato e tumulato presso il cimitero storico di Green-Wood a Brooklyn, New York.
A Gigante sono sopravvissuti otto figli (cinque della moglie e tre dell'amante); aveva anche cugini di primo grado residenti a Boston (i quali pronunciano il cognome alla maniera “inglese” ovvero Giganti e non a quella “italiana” Gigante). L'avvocato della famiglia ha manifestato, per conto dei propri assistiti, la volontà di citare in giudizio il governo federale a causa del trattamento sanitario che Vincent ha ricevuto durante la propria detenzione. Nonostante la morte di Gigante, la sua famiglia continua a vivere in maniera agiata, tant'è che a tutt'oggi essi guadagnano circa 2 milioni di dollari all'anno, come dipendenti di società lucrative della costa del New Jersey, secondo un rapporto di Jerry Capeci.

## Vita privata
Eugene D'Adamo, psichiatra in capo di Gigante durante il periodo che andava dal 1973 al 1989 ha sempre dichiarato che Gigante era effettivamente affetto, dalla prima diagnosi del 1969, da schizofrenia di tipo paranoide con esacerbazioni acute. Nella lista di presunte malattie sono state incluse anche la demenza pugilistica ed il morbo di Alzheimer. Ovviamente Gigante, se fosse stato realmente affetto da tali patologie, avrebbe dovuto assumere medicine giornalmente, tra cui anche Valium e Thorazine. D'Adamo afferma che Gigante fu trattato almeno in 20 diverse occasioni per tali disturbi presso l'ospedale St. Vincent a Harrison, New York. Ovviamente tutti i 20 ricoveri coincidono con le accuse penali pronunciate contro di lui. Ha subito un intervento chirurgico prima nel 1996, prima di un processo per racket, e poi un altro a cuore aperto nel 1998. Gli fu presumibilmente prescritta una terapia giornaliera di 5 mg di Valium, 100 mg di Thorazine e 30 mg di Dalmane.
Vincent Gigante ha avuto 7 figli di cui Andrew, Salvatore, Yolanda, Roseanne e Rita dalla moglie e Lucia e Carmela dall'amante. Egli è lo zio di Ralph Gigante Jr., figlio del fratello Ralph Sr., associati alla famiglia Genovese. Vincent è anche zio di Carmine Esposito, figlio dell'affiliato ai Genovese Salvatore “Zooki” Esposito, proprietario del ristorante “Il Cortile” a Little Italy.

## Nella cultura di massa
- Nel film TV Witness to the Mob il personaggio di Vincent Gigante è interpretato dall'attore Nicholas Kepros.
- In due episodi di Law & Order gli sceneggiatori si sono ispirati alla figura di Gigante per due personaggi principali.
- Nel telefilm I Soprano della HBO, Corrado Junior Soprano, utilizza la stessa tecnica di difesa di Vincent Gigante.
- Nel film Un boss sotto stress (Analyze that), seguito del film Terapia e pallottole (Analyze this), il boss mafioso Paul Vitti (interpretato da Robert De Niro) finge di essere pazzo per uscire di prigione.
- Tutta la trama delle indagini dell'FBI a proposito del caso Gigante è stata sceneggiata nell'episodio 6, della prima stagione, del documentario The FBI files, dal titolo The Crazy Don, in onda per la prima volta negli USA l'8 dicembre 1998.
- Nella serie TV Godfather of Harlem, Vincent Gigante è interpretato da Vincent D'Onofrio.